# Indicizzazione per soggetto
L'indicizzazione per soggetto (o soggettazione o catalogazione per soggetto) è l'attribuzione di un'intestazione di soggetto a un documento bibliografico.
L'intestazione è così chiamata perché, al tempo in cui vi erano solo schede cartacee, in testa alla scheda veniva collocata una parola chiave, o un gruppo di parole chiave. La funzione di tale parola è, oggi come allora, quella di punto di accesso sotto il quale il documento può essere cercato e identificato.
L'indicizzazione per soggetto ha l'obiettivo di descrivere il documento tramite l'analisi concettuale e l'enunciazione dei soggetti che lo compongono. È uno dei due rami della catalogazione semantica.

## Il processo di indicizzazione
Il processo di indicizzazione si compone di tre fasi concettualmente distinte e conseguenti l'una dall'altra:
1. analisi del documento e individuazione del suo tema di base (il contenuto concettuale);
2. identificazione dei concetti principali presenti in tale contenuto (l'insieme di tali concetti costituisce il "soggetto" del documento stesso);
3. traduzione nei termini di un linguaggio di indicizzazione (detto anche "linguaggio documentario")[3], utilizzando termini estratti dal documento stesso (indicizzazione derivata, o estratta) oppure avvalendosi di un dizionario controllato ("indicizzazione assegnata").

Le tre fasi richiedono al documentalista una serie di operazioni da eseguire facendo riferimento alle procedure raccomandate dalla norma ISO 5963 del 1985. Tale norma, intitolata Metodi per l'analisi dei documenti, la determinazione del loro soggetto e la selezione dei termini di indicizzazione, si propone come guida per indicizzatori umani, e non riguarda i processi di indicizzazione automatica nei quali è una macchina a estrarre automaticamente da un testo i termini da usare come intestazioni delle voci di un indice.

## Linguaggi di indicizzazione per soggetto
Con "linguaggio di indicizzazione per soggetto" si intende un insieme controllato di termini della lingua naturale che serve alla rappresentazione coerente e formalizzata del contenuto concettuale dei documenti.
Si distinguono due tipologie di linguaggio di indicizzazione: i linguaggi enumerativi, che presentano già i termini e le combinazioni di termini utilizzabili (come per il "vecchio" Soggettario della Biblioteca Nazionale Centrale di Firenze del 1956) oppure analitico-sintetici, che presentano solamente soggetti semplici che poi l'indicizzatore potrà combinare secondo le regole della sintassi dello specifico linguaggio (es. i thesauri, Nuovo Soggettario della BNCF).